# 立ち木トラスト

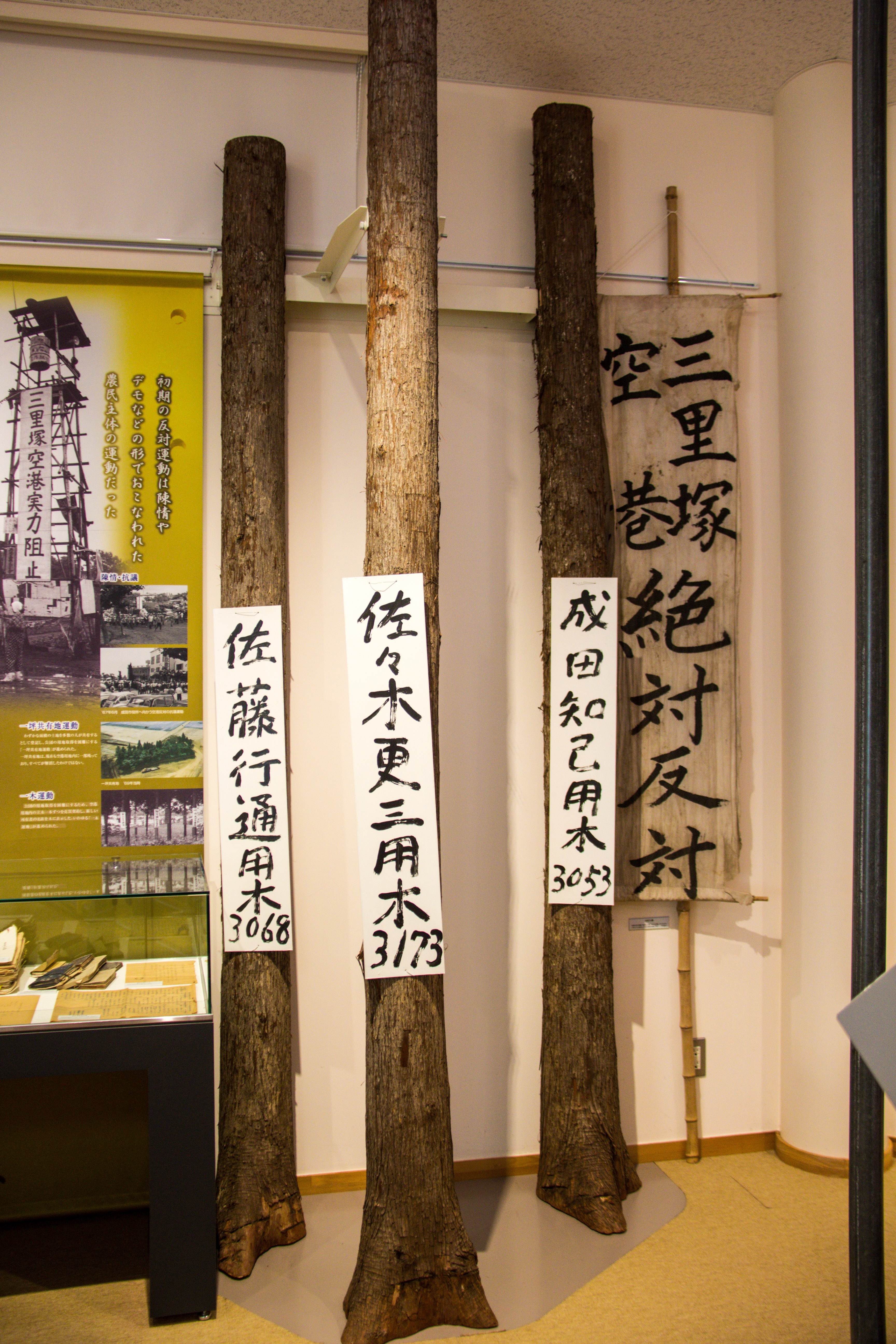
新東京国際空港の反対運動（三里塚闘争）時に用いられた立ち木トラストの明認札（成田空港 空と大地の歴史館展示）。
明認札には、三里塚平和塔建立に関わった佐藤行通や日本社会党の佐々木更三と成田知巳の名がある。

立ち木トラスト（たちきトラスト）とは、抗議活動の一形態。

## 概要
開発予定地の樹木を買い取り、名札を取り付けて「立ち木権」を主張することで開発を難しくする抗議活動である。根拠法は立木ニ関スル法律。
訴訟等とは違って、多くの市民が気軽に参加できるという特徴がある。ただし、国有林や公有林では立ち木トラストを行うことはできない。
立ち木が行われると、開発側は立木権所有者全員の同意を得なければ、開発に着手できないとされる。一方で、公共事業の場合は土地収用法に基づいて、立ち木も含めて全ての土地が収容される例もある。
岐阜県山岡町のゴルフ場開発において立ち木トラスト運動をしている立ち木所有者が岐阜県による林地開発許可の取り消しを求めた訴訟では、2001年3月13日に最高裁は森林法に基づいて行政処分の取り消し等を求められる者は「災害の直接的被害が予想される範囲内での居住者」とする判断を下した。

### 立ち木トラストの例
- 下筌ダム
闘争記念樹は現在の公共事業の反対運動にみられる「立木トラスト運動」の原点と言われている。
- 三里塚芝山連合空港反対同盟
成田国際空港建設を巡り、成田空港問題（三里塚闘争）で反対派が土地収用を困難にする目的で、一坪共有地運動とともに立ち木トラストを実施した。日本共産党[注釈 1]が運動を提起した[5]。
- 設楽ダム
- 東九州自動車道（椎田南IC - 豊前IC）
区間中にあるミカン畑0.2 haの所有者が土地収用を困難にする目的で立木トラストを実施。2015年7月14日に強制収用の行政代執行を着手し[6]、当該区間は翌年の4月24日に開通した。これにより、東九州自動車道の北九州市から宮崎市までの区間が全線開通した。
- 中央新幹線（リニア中央新幹線）
山梨県中央市での市民運動で、立木トラストを実施している。